# Donkey Kong Jr. Math
Vous lisez un « bon article » labellisé en 2011.
Donkey Kong, Jr. Math, titré au Japon Donkey Kong Jr. no Sansū Asobi (ドンキーコングJR.の算数遊び), est un jeu vidéo éducatif développé par Nintendo dans lequel les joueurs doivent résoudre des problèmes de mathématiques. Il est d'abord sorti sur Family Computer en 1983 au Japon, puis sur Nintendo Entertainment System (ou NES) deux ans plus tard en Amérique du Nord et dans les régions PAL. Il est également possible de jouer à Donkey Kong Jr. Math dans Animal Crossing et sur Console virtuelle. Il s'agit d'un spin-off de Donkey Kong Jr..
Donkey Kong Jr. Math a reçu un accueil très négatif de la part de la presse spécialisée. Tom Sarris, porte-parole de Nintendo, a lui-même souligné que le jeu n'avait pas été bien reçu et que c'est pour cette raison que Nintendo avait arrêté de développer des jeux éducatifs quelque temps. Le soft a été jugé comme l'un des pires jeux disponibles au lancement d'une console par différentes publications comme Electronic Gaming Monthly et 1UP.com. IGN a également été très critique à l'égard de celui-ci, le désignant comme l'un des pires jeux sur Console virtuelle. Aux États-Unis, Donkey Kong Jr. Math a été, parmi les jeux disponibles au lancement de la NES, celui qui s'est le moins vendu.

## Système de jeu
Donkey Kong Jr. Math propose un mode solo et un mode deux joueurs.
Dans le premier mode, le but est de donner les réponses aux problèmes de mathématiques pour accumuler des points. Les questions peuvent être des additions, soustractions, multiplications ou des divisions.
Dans le mode multijoueur, chaque joueur contrôle un personnage et tente de former le nombre indiqué par Donkey Kong en réalisant une succession d'opérations arithmétiques. Les mécanismes de jeu sont similaires à ceux de Donkey Kong Jr. ; le personnage s'accroche à des plantes grimpantes pour se déplacer dans la zone afin de collecter les nombres répartis dans celle-ci. Pour former le nombre voulu, les joueurs doivent obtenir au moins trois éléments : le premier nombre, le symbole décrivant l'opération mathématique et le second nombre. Lorsque le nombre à atteindre est plus élevé, les joueurs peuvent collecter plus de nombres et de symboles. Par exemple, pour obtenir le nombre 66, il est possible de choisir un 9, un symbole de multiplication, un 7, un symbole d'addition et un 3, car {\displaystyle 9\times 7+3=66}.
Le mode multijoueur propose deux niveaux de difficulté, A et B, ce dernier étant le plus difficile.

## Développement et sortie
Donkey Kong Jr. Math a été développé et édité par Nintendo pour la Nintendo Entertainment System (NES). Il est sorti au Japon le 12 décembre 1983, puis a accompagné le lancement de la console aux États-Unis le 18 octobre 1985 et est enfin sorti en Europe en 1986. C'est le seul constituant d'une série de jeux éducatifs sortis sur NES en Amérique du Nord et nommée « Education Series ». Il est également sorti sur d'autres plates-formes. On peut par exemple y jouer dans Animal Crossing, tout comme à d'autres jeux NES. En 2007, il est sorti sur Console virtuelle le 27 mars, le 20 avril et le 3 septembre respectivement au Japon, en région PAL et en Amérique du Nord. Il devient ensuite disponible à partir du 4 juillet 2024 sur le service Nintendo Switch Online.

## Accueil
Depuis sa sortie sur NES, Donkey Kong Jr. Math a reçu des critiques très négatives. Il est par ailleurs le titre qui s'est le moins bien vendu parmi tous les jeux disponibles au lancement de la NES aux États-Unis. Tom Sarris, porte-parole de Nintendo, a reconnu que le jeu n'avait pas été « un gros succès », ajoutant que personne n'avait jamais été très enthousiaste à propos de ce jeu. Il a émis l'idée que si le soft s'était mieux vendu, cela aurait donné lieu à davantage de jeux éducatifs. L'auteur Andy Slaven a critiqué le principe du jeu, celui-ci mêlant une franchise populaire avec les mathématiques, généralement peu appréciées des enfants. David Epstein, de Inside Higher Ed, n'a pour sa part pas trouvé le jeu amusant, alors que Bob Mackey l'a désigné comme étant le pire jeu disponible au lancement de la NES. Il a notamment fait valoir que les graphismes du jeu donnaient l'impression que Donkey Kong Jr. se déplaçait comme un nourrisson. À l'inverse, Skyler Miller d'AllGame a jugé que Donkey Kong Jr. Math utilisait de façon créative les graphismes et le gameplay de Donkey Kong Jr..
Donkey Kong Jr. Math a également été mal accueilli par IGN. Lucas M. Thomas, de IGN, a critiqué ses commandes, les qualifiant de « pauvres ». Cam Shea, du même site, a même ironisé sur le jeu, jugeant qu'il serait « trop cher s'il était gratuit ». Il l'a par ailleurs inclus dans sa liste des pires jeux sur Console virtuelle et a affirmé qu'il lui était difficile d'imaginer les raisons qui pousseraient quelqu'un à acheter le titre. Frank Provo de GameSpot a remarqué que Donkey Kong Jr. Math devenait vite ennuyeux ; il a aussi critiqué les problèmes de mathématiques proposés, les trouvant à la fois trop faciles pour les enfants et trop ennuyeux pour les plus âgés. Dan Whitehead de Eurogamer a confié que le jeu lui avait rappelé l'époque de la NES et avait fait naître chez lui un « sourire ironique », bien qu'il n'ait pas trouvé justifié de payer cinq dollars pour le soft.
Différentes critiques ont porté sur les qualités de Donkey Kong Jr. Math en tant que jeu éducatif. Elizabeth Sweedyk, maître de conférences en informatique au Harvey Mudd College, a qualifié le jeu de réaliste, ce qui pour elle impliquait qu'il n'était pas amusant. Kevin Gifford, du site web 1UP.com, a jugé que c'était un jeu auquel les enfants ne voudraient jamais jouer. Jeremy Parish, du même site, a souligné que Donkey Kong Jr. Math était plus un jeu ennuyeux qu'éducatif et a en parallèle cité des jeux éducatifs qu'il trouvait bons, comme Where in the World is Carmen Sandiego? et The Oregon Trail.